# Ulrika Hjalmarson Neideman

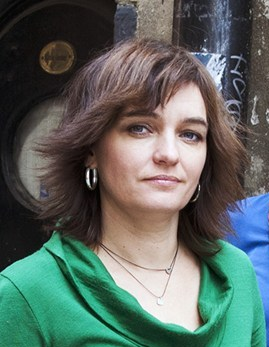
Ulrika Hjalmarson Neideman, 2011.

Anna Ulrika Hjalmarson Neideman, född 20 augusti 1965 är en svensk journalist och programledare i radio och tv.
Ulrika Hjalmarson Neideman är utbildad vid Södra Vätterbygdens folkhögskola och Uppsala universitet. Hon har sedan 1991 främst varit verksam inom radio och tv, bland annat som ledare för UR:s programserie Vetenskap, Morgonstudion i SVT och för samhällsprogram i TV8. Hon är specialiserad inom genrer som vetenskap, medicin och samhälle, inom Sveriges Radio som programledare för bland annat Studio Ett, Vetenskapsradion och Kropp & Själ.
Hon har skrivit boken Bli med sommarstuga (ISBN 978-91-1-302911-5) tillsammans med Stina Näslund.